# Coque en béton

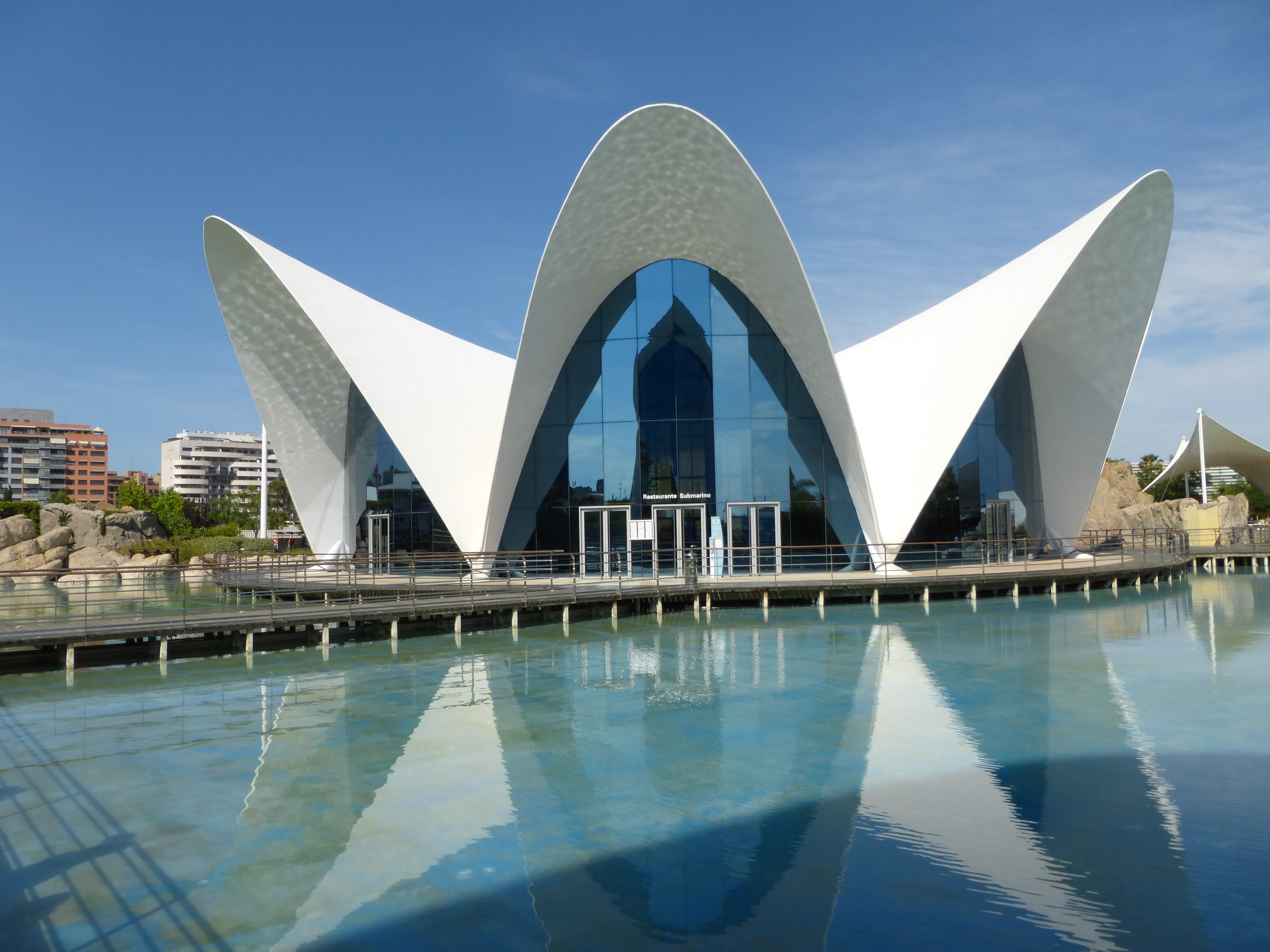
L'Océanographic, Valence

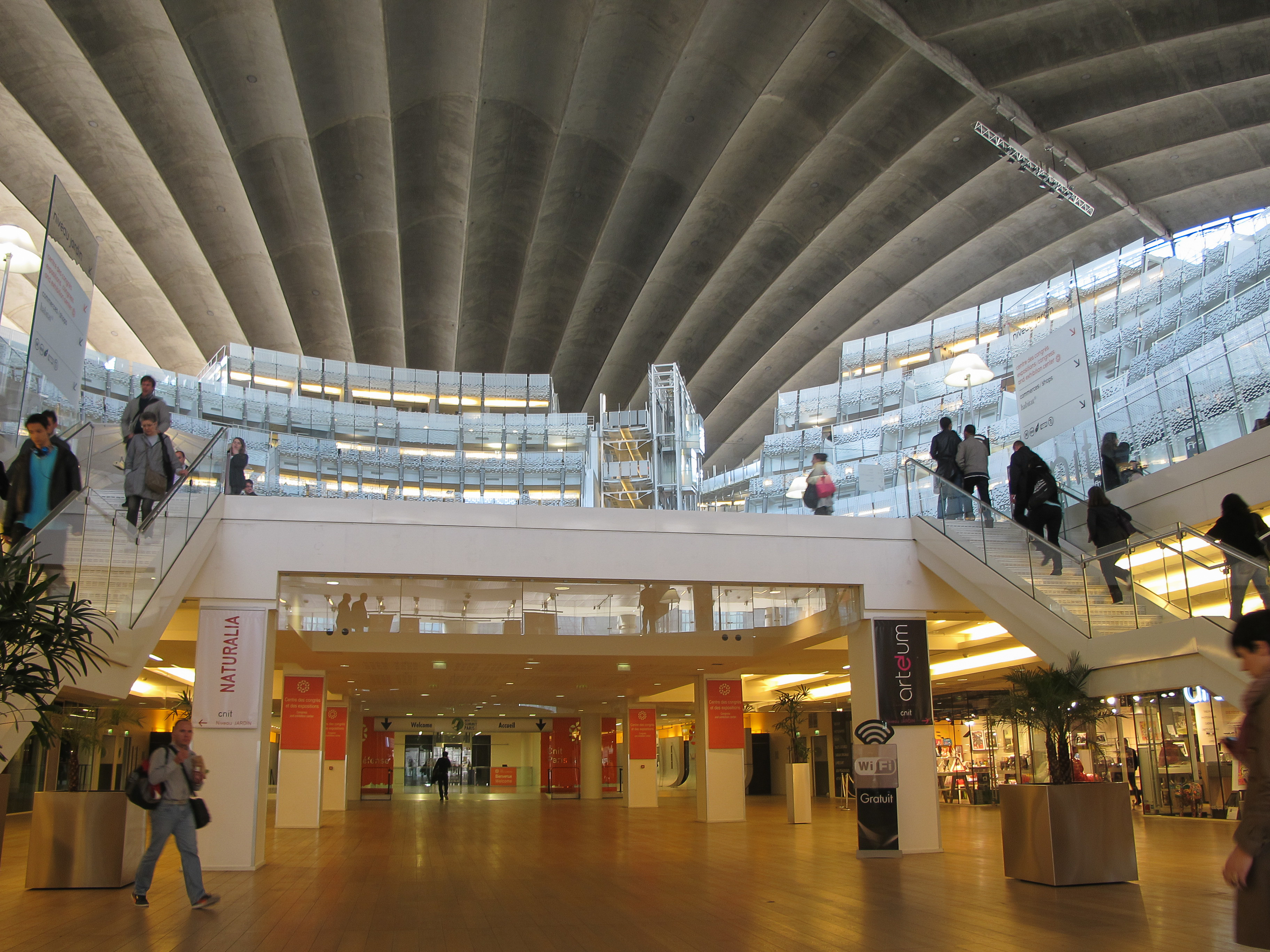
CNIT, La Défense - Paris.

Une coque en béton, est une variante de coque en béton relativement mince, généralement sans colonnes intérieures ni contreforts extérieurs. Les coques sont le plus souvent des dômes monolithiques (en) , mais peuvent également prendre la forme de paraboloïdes hyperboliques, d'ellipsoïdes, de sections cylindriques ou d'une combinaison de ceux-ci.

## Avantages
Comme pour l'arc, les formes courbes souvent utilisées pour les coques en béton sont des structures naturellement solides, permettant de couvrir de larges zones sans utiliser de supports internes, donnant ainsi un intérieur ouvert et dégagé. Le béton est relativement peu coûteux et facilement coulé dans des courbes composées. L'acier est souvent utilisé en conjonction avec le béton pour renforcer la structure. La structure résultante peut être extrêmement solide et sûre.

## Désavantages
Le béton étant un matériau poreux, les dômes en béton ont souvent des problèmes d’étanchéité. La construction sans soudure des dômes en béton empêche aussi l’air de s’échapper et peut entraîner une accumulation de condensation à l’intérieur de la coque. Les produits d'étanchéité sont des solutions courantes au problème de l'humidité extérieure, et les déshumidificateurs ou la ventilation peuvent résoudre le problème de la condensation.

## Construction moderne en coque de béton
Les coques modernes en béton mince, qui ont commencé à apparaître dans les années 1920, sont fabriquées à partir de mince béton armé d'acier et, dans de nombreux cas, sont dépourvues de nervures ou de structures de renforcement supplémentaires, s'appuyant entièrement sur la structure de la coque elle-même.
Les coques peuvent être coulées sur place ou préfabriquées hors site et mises en place et assemblées. La forme de coque la plus solide est la coque monolithique, qui est moulée en une seule unité. La forme monolithique la plus courante est le dôme, mais des ellipsoïdes et des cylindres (ressemblant à des cabanes Quonset / Nissen en béton) sont également possibles en utilisant des méthodes de construction similaires.

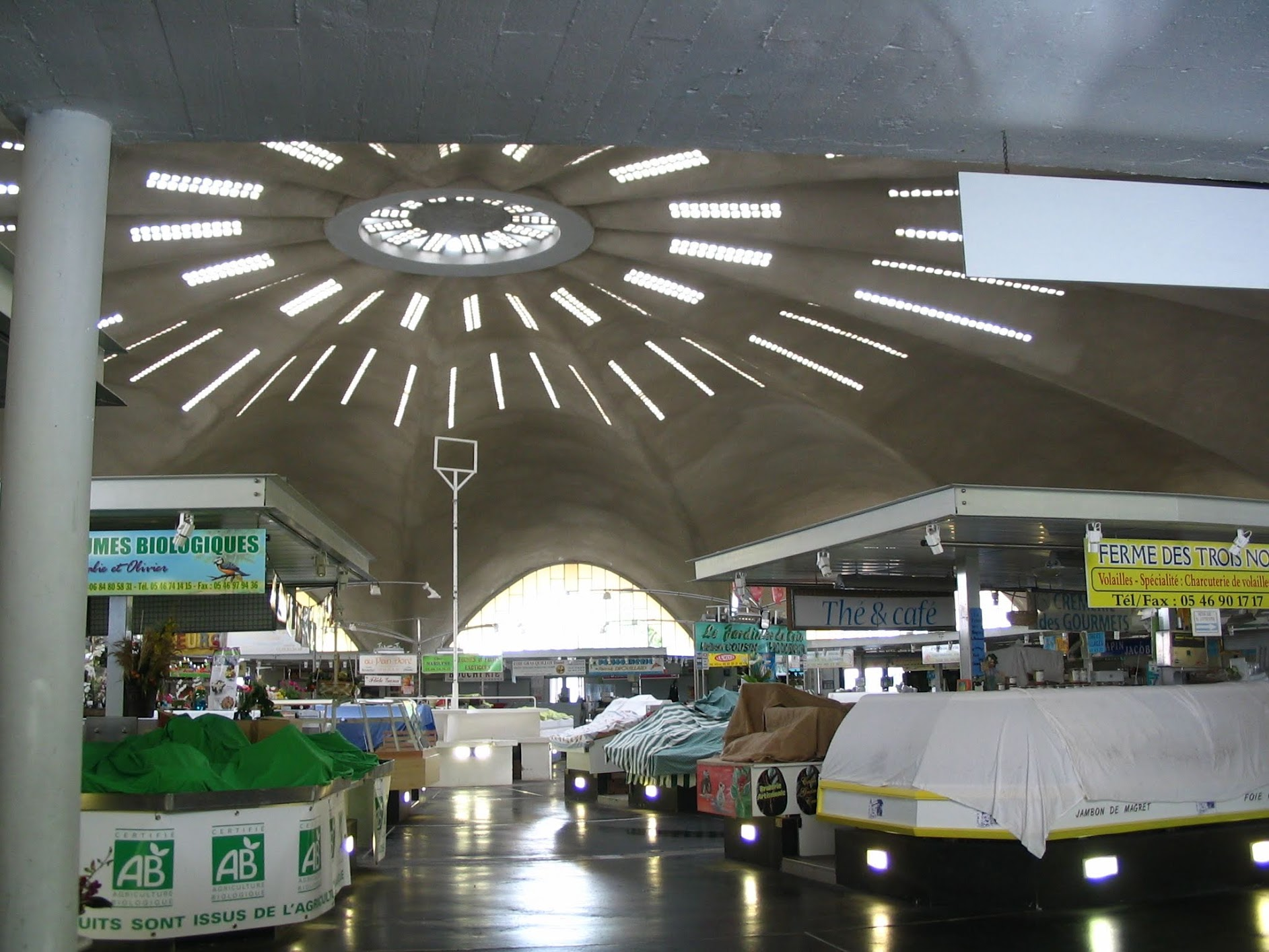
Marché Central de Royan.

Les bâtiments à coque en béton mince sont devenus populaires dans la France de l'après Seconde Guerre mondiale en raison de la rentabilité de l'utilisation de quantités minimales de béton: L'église Notre-Dame de Royan et le Marché central de Royan, dont le toit réduit à seulement 80 mm d'épaisseur.